# Микурадзима (село)
Микурадзима (яп. 御蔵島村 Микурадзима-мура) — село в Японии, находящееся в округе Мияке префектуры Токио на острове Микура. Площадь села составляет 20,58 км², население — 323 человека (1 октября 2020), плотность населения — 15,69 чел./км².

## Географическое положение
Село расположено на острове Микура в префектуре Токио региона Канто.

## Население
Население села составляет 323 человека (1 октября 2020), а плотность — 15,69 чел./км². Изменение численности населения с 1980 по 2005 годы:
| 1980 | 225 чел. |  |
| 1985 | 260 чел. |  |
| 1990 | 293 чел. |  |
| 1995 | 275 чел. |  |
| 2000 | 308 чел. |  |
| 2005 | 292 чел. |  |